# Guerres baussenques
Les guerres baussenques sont des guerres qui de 1142 à 1162 ont opposé la  maison provençale des Baux à la maison catalane de Barcelone au sujet de la succession du comté de Provence. Ce conflit idéalisé dans l'histoire de la Provence comme le symbole de la résistance des Provençaux à l’ « occupant » catalan se conclue par la victoire de la maison de Barcelone qui maintient son statut de deuxième dynastie des comtes de Provence.

## L'origine du conflit: les revendications de la maison des Baux sur la succession du comté de Provence
Ces guerres ont pour origine des revendications successorales de la maison des Baux sur le comté de Provence,, face à la maison de Barcelone devenue comtes de Provence par alliance.
Raymond des Baux mari d'Étiennette de Gévaudan, sœur cadette de Douce de Gévaudan, comtesse héritière de Provence, épouse de Raimond-Bérenger III de Barcelone devenu comte de Provence, prend dans un premier temps le parti de son beau-frère contre Alphonse Jourdain comte de Toulouse et l'aide a écraser les seigneurs provençaux rebelles, mais à la mort de Raimond-Bérenger III en 1131, lorsque le comté de Provence passe à son fils Bérenger-Raimond, Raymond des Baux, revendique alors des droits sur le comté de Provence que sa femme Étiennette de Gévaudan tiendrait de sa mère Gerberge, comtesse de Provence.
```
Gerberge de Provence
, 
comtesse de Provence

1073? ep. 
Girbert Ier de Gévaudan
(v.1053 - v.1110)
        │
        ├─ 
Douce de Gévaudan
 (v.1090-1127 ou 1129) 
        │  ép. en 1112 
Raimond-Bérenger III de Barcelone
, 
comte de Barcelone

        └─ 
Étiennette de Gévaudan
 (1110? - 1160) 
           ép. vers 1116-1120 
Raymond Ier des Baux
 (? - 1150)
```

## Le contexte: la rivalité territoriale en Provence entre les comtes de Toulouse et les comtes de Barcelone
La revendication de Raymond des Baux sur une partie de la succession du comté de Provence intervient dans le contexte d'une rivalité territoriale en Provence entre la maison de Barcelone et la maison de Toulouse, toutes deux héritières de la première dynastie des comtes de Provence. 

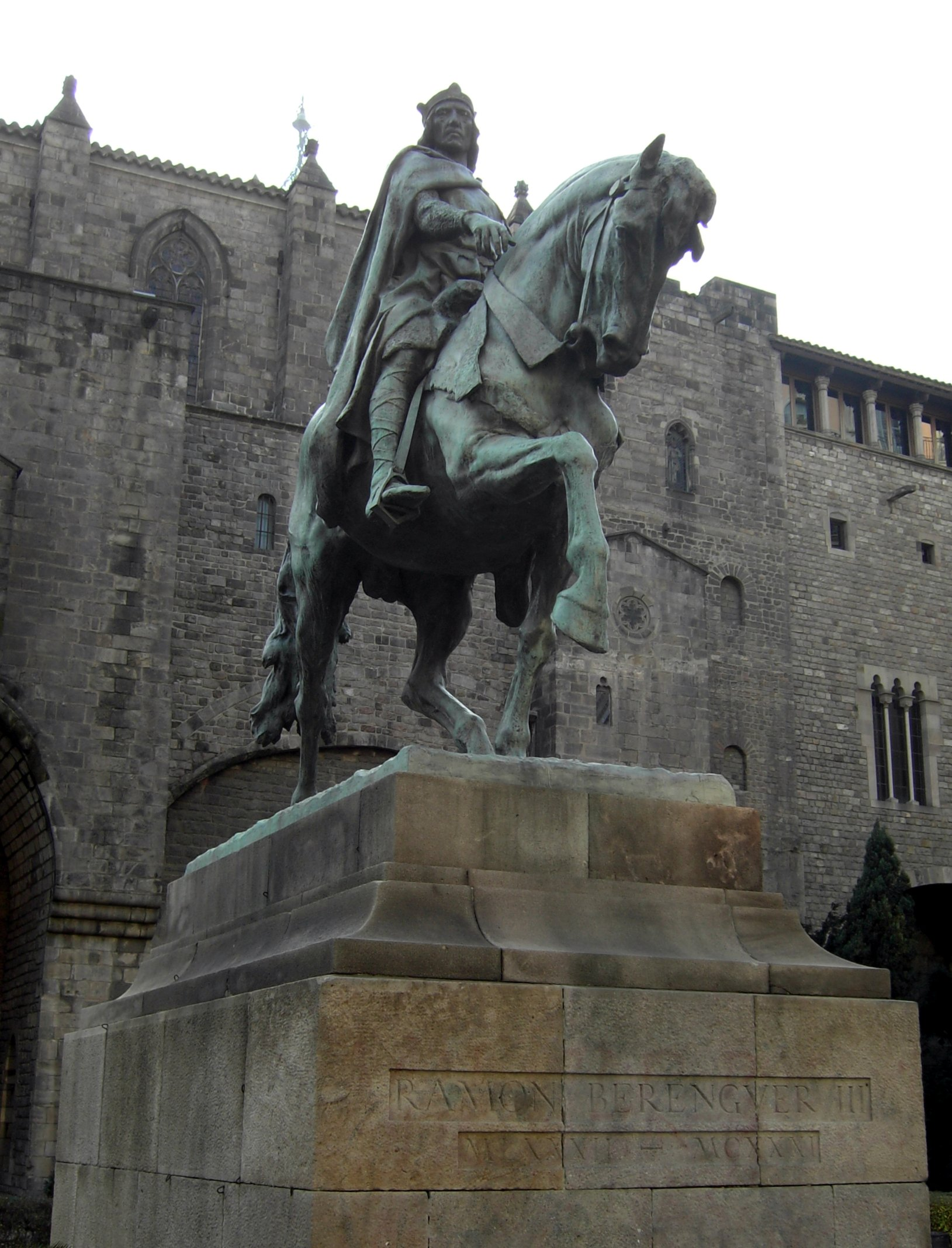
Statue de Raimond-Bérenger III de Barcelone

Le mariage en 1112 de Douce de Gévaudan, comtesse héritière Provence, fille aînée de Girbert Ier comte de Gévaudan et de Gerberge comtesse de Provence, avec Raimond-Bérenger III de Barcelone (1096-1131), apporte le comté de Provence dans la maison de Barcelone.
Cette transmission du comté de Provence à la maison de Barcelone amène une rivalité territoriale en Provence entre les comtes de Toulouse, marquis de Provence, et les comtes de Barcelone devenus comtes de Provence, ainsi qu'une opposition des seigneurs provençaux à l'accession de Raimond-Bérenger III de Barcelone au comté de Provence.
Alphonse Jourdain (1103-1148) comte de Toulouse et marquis de Provence et Raimond-Bérenger III (1082-1131) comte de Barcelone et comte de Provence signent en 1125 un traité qui partage la Provence entre un marquisat de Provence à l'est du Rhône et jusqu'au au nord de la Durance (avec la partie de la Provence qui était au-delà du Rhône du côté du Languedoc, Beaucaire et le territoire d'Argence qui avait toujours fait partie du comté de Provence et du diocèse d'Arles) dévolu aux comtes de Toulouse et un comté de Provence du sud de la Durance jusqu'à la mer dévolu aux comtes de Barcelone. Avignon, Pont-de-Sorgues, Caumont et le Thor restent indivis.
Bérenger-Raimond de Provence (1114-1144) devient comte de Provence en 1131 à la mort de son père Raimond-Bérenger III, mais dès son avènement, il subit les conséquence d'une brouille avec le comte de Toulouse, et peu après commence en 1142 la série des guerres baussenques.

## Les belligérants et les mouvements collatéraux

Blason des seigneurs des Baux avec l'étoile à 16 branches.

Le Midi se divise  alors en deux camps :
- d'une part, celui de Bérenger-Raimond, cadet de la maison de Barcelone, fils de Douce de Gévaudan, comtesse de Provence et neveu d'Étiennette de Gévaudan, soutenu par son frère aîné Raimond-Bérenger IV de Barcelone, ainsi que par les vicomtes de Carcassonne, de Béziers et de Nîmes ;
- d'autre part, celui de Raymond Ier des Baux et de son épouse Étiennette de Gévaudan, soutenus par les Toulousains, le comte de Foix, plusieurs grands seigneurs provençaux[8], la ville d'Arles (jusqu'en 1150) et même les Génois à qui on peut imputer le débarquement de Melgueil au cours duquel périt le neveu d'Étiennette en 1144.

Cette situation provoque des bouleversements collatéraux auprès d'acteurs secondaires au conflit. Ainsi, la cité d'Arles est en pleine effervescence ; d’après l’historien arlésien Anibert, elle se dote dès cette époque (1131) d’un consulat pour faire face à cette situation de guerre, avec l'assentiment de son archevêque.

## Les conflits: 1144-1162

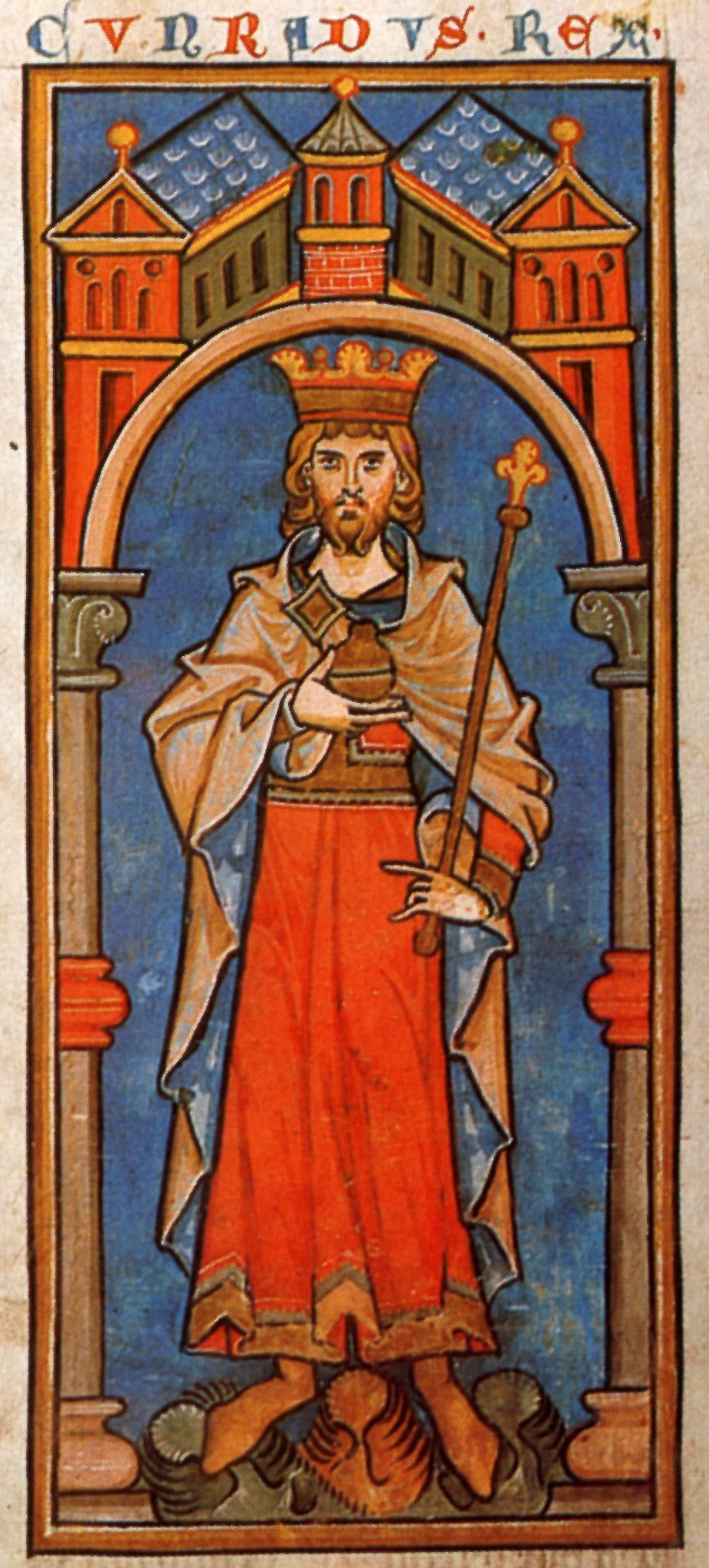
Conrad III

Raimond des Baux s'adresse à l'empereur Conrad III qui possède sur la région une autorité théorique de suzerain afin qu'il reconnaisse les droits que sa femme Étiennette de Gévaudan tiendrait sur le comté de Provence de sa mère. Le 4 août 1145, l'empereur valide leurs titres sans en préciser trop le contenu, et leur donne le droit de battre monnaie, à Arles et à Trinquetaille, avantage attaché à la souveraineté.
Toutefois cette décision est contestée par les armes : dès le début de 1147, la maison de Barcelone en guerre contre Raimond des Baux, lui-même soutenu par les Arlésiens, emporte un succès décisif dû en grande partie à l'absence du comte de Toulouse occupé à la croisade. Son impuissance convainc Raimond de composer et l'incite à négocier avec Barcelone : il concède sa soumission et meurt en Espagne avant la signature du traité de paix. Étiennette et ses quatre fils, Hugues, Guillaume, Bertrand et Gilbert, sont amenés à renoncer à leurs droits sur le comté de Provence. Le traité mettant fin à ce premier épisode est signé à Arles en 1150.
Moins de cinq ans plus tard, Étiennette et ses fils relancent le conflit (1155). Allié au comte de Toulouse Raymond V, Hugues des Baux obtint un premier succès d'ordre diplomatique : il reçoit de la part de l'empereur germanique Frédéric Barberousse la confirmation des titres de sa maison. Mais les hostilités, une fois encore, tournent à sa confusion. La maison des Baux doit s'avouer battue (1156). La paix est négociée à la fin de l'année 1156 par l'entremise de trois personnalités de premier plan qualifiées d'« amis » de la famille de Baux : le comte Raimond V de Toulouse, l'archevêque d'Arles Raimond de Montredon et la vicomtesse Ermengarde de Narbonne.
Hugues de Baux et ses frères s'engagent alors à ouvrir le château de Castillon et diverses places fortes à première réquisition. Le château des Baux, siège de la cette famille, et quelques-unes de ses défenses avancées, dont le château de Trinquetaille[réf. nécessaire] sont exclus de cette humiliante condition.
En 1162, à l'issue du troisième et dernier conflit, la maison de Barcelone vainc définitivement la maison des Baux : le château des Baux est rasé et le territoire avoisinant ravagé. La maison de Barcelone fait reconnaître sa victoire militaire par les chancelleries, bien qu’Hugues des Baux essaye de contrarier cette démarche en faisant état auprès de Frédéric Barberousse des deux diplômes pourvus de la bulle d'or impériale, émanant l'un de Conrad, l'autre de Frédéric Barberousse lui-même. Mais Frédéric Barberousse se garde bien de donner raison au vaincu.

## Épilogue
Pendant près de vingt ans (1144-1162) la maison des Baux a tenté de s'imposer dans une Provence où le pouvoir des comtes n'est pas encore réellement affirmé. Les droits nés d'un mariage s'éclipsent dans un autre mariage : l'empereur donne sa nièce Richilde de Pologne, veuve du roi Alphonse VII de Castille au comte Raimond-Bérenger II de Provence, de la maison de Barcelone. Maîtresse des champs de bataille, la dynastie catalane se couvre d'une reconnaissance impériale, plus flatteuse qu'efficace, mais qui est le point de départ du véritable pouvoir de cette dynastie sur le Comté de Provence.